# Pulo Rungkom
Pulo Rungkom is een bestuurslaag in het regentschap Aceh Utara van de provincie Atjeh, Indonesië. Pulo Rungkom telt 1360 inwoners (volkstelling 2010).